# Iwan Antanowitsch
Iwan Iwanawitsch Antanowitsch (russisch Ива́н Ива́нович Антоно́вич, belarussisch Іва́н Іва́навіч Антано́віч; * 3. April 1937 in Domasze, Polen, heute: Rajon Ljachawitschy, Breszkaja Woblasz, Belarus) ist ein belarussischer Soziologe, Philosoph und Politiker, der unter anderem zwischen 1997 und 1998 Außenminister war.

## Leben
Iwan Iwanawitsch Antanowitsch begann nach dem Schulbesuch ein Studium am Minsker Pädagogischen Institut für Fremdsprachen, das er 1960 abschloss. Er war danach Mitarbeiter am Institut für Philosophie und Recht der Nationalen Akademie der Wissenschaften von Belarus und verfasste 1967 das Buch Amerikanskaia burzhuaznaia aksiologia na sluzbhe imperializma (‚Amerikanische bürgerliche Axiologie im Dienste des Imperialismus‘). Daraufhin war er zwischen 1969 und 1974 im UN-Sekretariat tätig, wo er Mitarbeiter der Abteilung für soziale Entwicklung war. Er erwarb einen Doktor der Philosophie und schloss 1974 seine Habilitation ab. Nachdem er zwischen 1976 und 1977 Ständiger Vertreter der Weißrussischen Sozialistischen Sowjetrepublik bei der UNESCO war, wurde er 1977 zum Professor ernannt.
Antanowitsch übernahm daraufhin verschiedene Funktionen innerhalb der Kommunistischen Partei der Sowjetunion (KPdSU) und war zunächst Sekretär des Stadtkomitees der KPdSU von Minsk sowie im Anschluss Leiter der Kulturabteilung des Zentralkomitees (KP) der Kommunistischen Partei Weißrusslands. Daneben wurde er 1980 Deputierter des Obersten Sowjet der Weißrussischen Sozialistischen Sowjetrepublik und gehörte diesem in der zehnten Legislaturperiode bis 1985 an. In dieser Zeit verfasste er 1981 und 1982 ein zweibändiges Werk über bourgeoise soziologische Theorien. 1987 wurde er Vize-Rektor der Akademie der Sozialwissenschaften im Zentralkomitee der KPdSU, der heutigen Russischen Akademie für Volkswirtschaft und Öffentlichen Dienst beim Präsidenten der Russischen Föderation, sowie 1990 stellvertretender Leiter der Abteilung für die Beziehungen zu Massenorganisationen des ZK der KPdSU. Im September 1990 wurde er Mitglied des Politbüros sowie Sekretär für die Beziehungen zu Massenorganisationen des ZK der Kommunistischen Partei der Russischen Sozialistischen Föderativen Sowjetrepublik (KP RSFSR) und bekleidete dieses Amt bis zur Auflösung der Sowjetunion am 26. Dezember 1991. 1990 verfasste er Sovremennyi kapitalizm: Sotsy-dinamika vlasti (‚Zeitgenössischer Kapitalismus: Die soziale Dynamiken der Macht‘).
Im Anschluss war Iwan Antanowitsch von 1991 bis 1993 Mitarbeiter der RAU Corporation, einer internationalen nichtstaatlichen Forschungs- und Bildungsorganisation, und wurde 1993 Direktor des Weißrussischen Forschungsinstituts für Informationen und Prognosen in Belarus. Daraufhin fungierte er vom 18. September 1995 bis zum 13. Januar 1997 als stellvertretender Außenminister der Republik Belarus. Zugleich war er von 1995 bis 1997 Vorsitzender der Nationalen UNESCO-Kommission sowie zwischen 1996 und 2000 Mitglied des UN-Ausschusses für wirtschaftliche, soziale und kulturelle Rechte. Als Nachfolger von Uladsimir Sjanko übernahm er am 13. Januar 1997 das Amt als Außenminister und hatte dieses Amt bis zum 4. Dezember 1998 inne, woraufhin Ural Latipou seine Nachfolge antrat. Seit 2000 folgten verschiedene wissenschaftliche und pädagogische Arbeit in Moskau. Er unternahm vergebliche Versuche, Belarus aus der durch die Politik von Präsident Aljaksandr Lukaschenka verursachten internationalen Isolation herauszuführen.

## Veröffentlichungen
- Amerikanskaia burzhuaznaia aksiologia na sluzbhe imperializma (‚Amerikanische bürgerliche Axiologie im Dienste des Imperialismus‘), 1967
- Sovremennyi kapitalizm: Sotsy-dinamika vlasti (‚Zeitgenössischer Kapitalismus: Die soziale Dynamiken der Macht‘)
- Zneshni͡a︡i͡a︡ palityka Belarusi. Zbornik dakumentaŭ i matėryi͡a︡laŭ (‚Politik von Belarus. Sammlung von Dokumenten und Materialien‘), 1997, ISBN 9-856-09936-6

## Ehrungen und Auszeichnungen
Für seine langjährigen Verdienste wurde Iwan Antanowitsch mehrmals ausgezeichnet und erhielt unter anderem:
- Ehrenzeichen der Sowjetunion
- Francysk-Skaryna-Medaille